# 東北サファリパーク

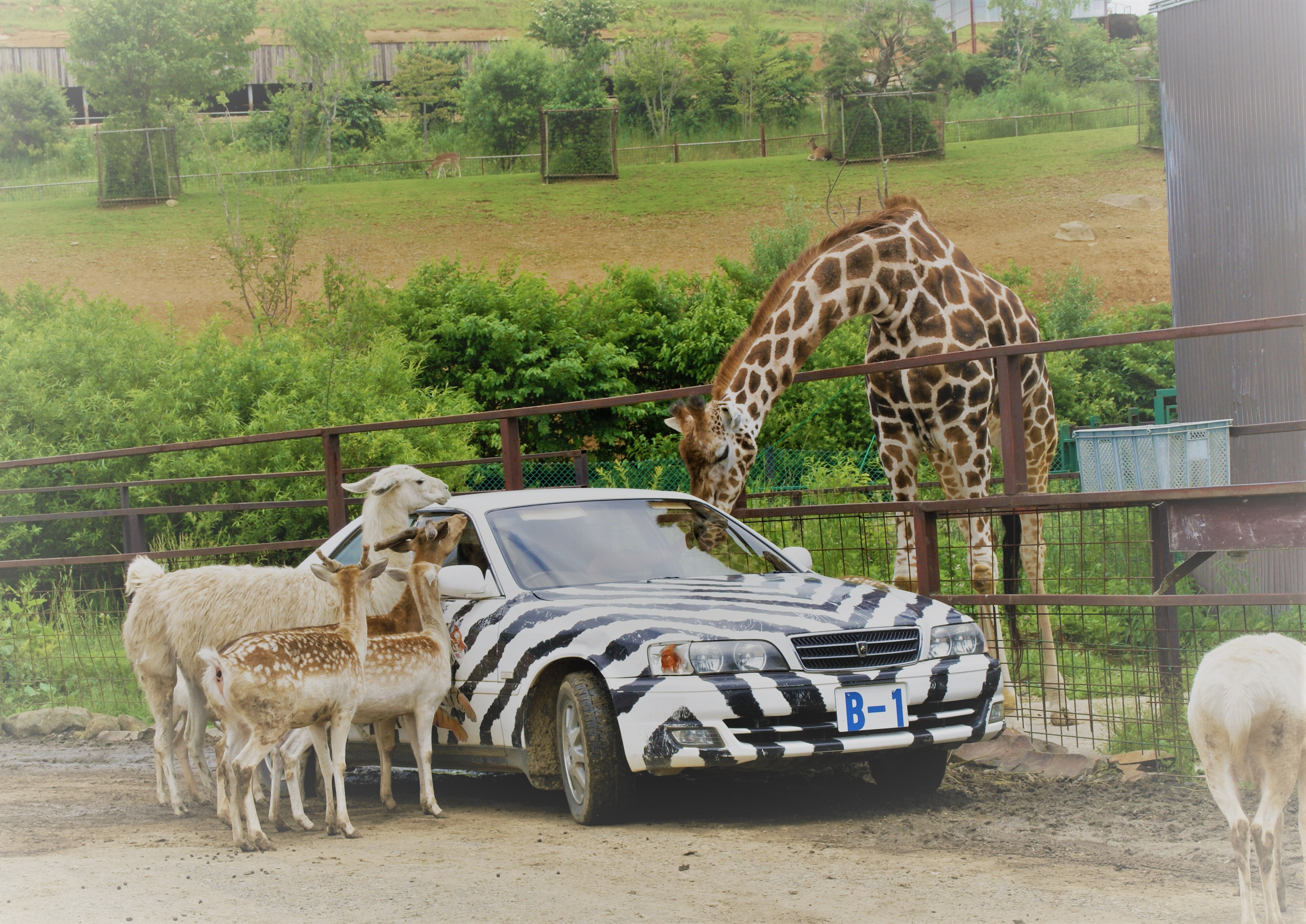
草食エリアでのエサあげの様子

東北サファリパーク（とうほくサファリーパーク、別名：野生の王国 東北サファリパーク）は、福島県二本松市にある動物園。面積は1,500,000 m2。エビスサーキットを併設している。
運営会社の株式会社東北サファリパークは、他に那須サファリパーク（栃木県）や岩手サファリパーク（岩手県）を姉妹施設として運営している。

## 概要
ライオン・トラ、キリン・アフリカゾウ、鳥類、爬虫類など約900頭羽の動物が飼育されているサファリパークである。放し飼いエリアをマイカー、代車（レンタカー）、園内バス（大型連休時のみ運行）で見学することができ、草食動物エリアでは車内から動物に餌を与えることができる。
ホワイトライオン、ホワイトシマウマを始めとしたホワイト動物が飼育されている。また、サル劇場、アシカショー、フラミンゴショー、ドッグショーなどの動物ショーも行われている。
当園および隣接するエビスサーキットは、当園の創業者である熊久保勅夫の子で、D1・レーシングドライバーの熊久保信重が代表取締役を務める 。
姉妹施設として那須サファリパーク、那須ワールドモンキーパーク（栃木県那須町）、岩手サファリパーク（岩手県一関市）がある。そのほか、グループ施設の二本松観光センター隊士館がある。

### 営業時間
冬期間を除いて平日は9時から16時30分、祝日含む休日は9時から17時まで営業している。最終入場は閉園の1時間前である。なお、大型連休時は開園時間が早まることがある。
基本的に毎週水曜日は定休日だが、時期によっては営業している。
冬期間の営業は9時から16時に短縮される。
※営業時間および営業日の詳細は公式サイトを参照。

## 動物との距離感
草食動物エリアの動物は車の中から餌をもらえることを学習しているため、車がエリアに入るとすぐに動物が群がり車に被害をもたらす可能性がある。車への被害は、爪や角によりボディーやウィンドウガラスへの傷、ウィンドウガラスやドアミラー、ドアバイザーを齧る・折る、車内に涎や唾を吐くなどが挙げられる。アフリカゾウなどにドアミラーを折られるケースは比較的多い。また、リャマに唾を吐きかれられることを避けるため、係員から「リャマにエサをあげる場合には、じらさずに与えて下さい」との注意を受けることがある。マイカー利用者には公式ホームページ上や係員を通して注意を呼び掛けている。

## 施設概要
- ライオンエリア
- トラエリア
- 草食動物I
- 草食動物II
- クマコーナー
- のんびり広場1・2
- ウォーキングエリア（ホワイトライオンなどの展示）
- ふれあい広場
- アトラクション（アニマルショー）アシカショ―、サル劇場、フラミンゴショー、ドッグショー、ペンギンのお散歩
- 爬虫類館

## 事故

### 1989年の事故
1989年12月26日15時半ごろ、19歳の女性飼育員がトラに右腕を噛まれ、肘から先を食いちぎられる事故が発生した。女性飼育員は屋外に設置された展示用のケージの中にいるトラに飲み水を与えていて、その際にホースの先を持った腕ごとケージの中に引っ張られ被害に遭った。悲鳴を聞いて駆け付けた他の飼育員によって女性飼育員は二本松市内の病院に車で運び込まれたが、捜査にあたった二本松警察署は同園から連絡を受けておらず、病院からの届け出で事故を知ったという。同署によると病院で手当てを受けた女性飼育員は、世話をしていたトラに襲われたショックで強く怯え、事情聴取を試みるも応じられないほど錯乱状態に陥っていたという。女性飼育員は都内の高校を卒業後、「動物が好きなので飼育がしたい」と同園の飼育員を志し、同年4月に採用されたばかりの新入社員であった。咬傷事故を起こしたトラはオスのベンガルトラで同園生まれの7歳とされる。

### 2023年の事故
2023年9月28日15時23分ごろ、53歳の男性飼育員がメスのライオンに噛まれて死亡する事故が発生した。男性飼育員は15時20分に、もう1人の飼育員と放し飼いのライオンを餌で誘導しバックヤードの檻に収容するためにライオンの獣舎に入って作業を開始。同22分に事故が起きたおりに入って餌を置いておりを出たが、飼育員用の扉を閉めていなかった。その後、別のおりに入って餌を置き、そのおりの飼育員用の扉を施錠。1分後の同23分には、ライオンを収容しようとライオン用の扉を開けた。その直後、先に作業したおりの飼育員用の扉が開いていることに気付き、閉めようとしたが、間に合わず、檻に引きずり込まれ首をはじめとした全身を噛まれた 。同25分には補助監視していたもう1人の飼育員が異変に気づき、檻の前に駆けつけたが危険と判断し、引き返すとともに応援の要請と119番通報をおこなった。同33分、応援の要請を受けた複数の飼育員が現場に駆けつけてライオンを隣の檻に誘導し、襲われた男性飼育員とライオンを分けた。同34分、他の飼育員が襲われた男性飼育員の脈と意識がないことを確認。通報から19分後の同44分、救急車が現場に到着し、処置を開始。その後男性は福島市内の病院に搬送されたが、同日16時48分に搬送先である福島市内の病院で死亡が確認された。男性飼育員は入社27年目のベテランで、ライオンやクマなどの飼育を担当していた。事故を受け、同日より10月27日まで臨時休園となった。10月3日、福島県警は同園を業務上過失致死容疑で家宅捜索した。12月9日、福島県警は園長ら2人を業務上過失致死の疑いで書類送検した。2025年2月26日、福島区検は当時の園長と見張り役だった飼育員を略式起訴した。3月11日、福島簡裁は2人にそれぞれ罰金50万円の略式命令を出した。

## その他
1982年ごろから2006年にかけて、秘宝館が併設されていた。18歳未満は立ち入り禁止の措置を取っていたが、2006年2月に利用客から通報を受けたのを機に、同年5月18日、福島県警察によってわいせつ図画陳列容疑で捜索が入り、社員2人と当時の社長・熊久保勅夫が逮捕される事態となった。
2012年にはラオスからアジアゾウが移入された。2019年3月25日にアジアゾウの施設「ゾウの森」は閉館。アジアゾウと調教師たちはラオスへ帰国。

## アクセス

### バス
- 二本松駅（JR東日本・東北本線）から塩沢温泉行きに乗車し、「東北サファリパーク前」下車。所要時間約20分。

### 自動車
- 東北自動車道二本松インターチェンジより約20分。

駐車可能台数は約500台で、駐車料金は無料である。